# برفين شاكر

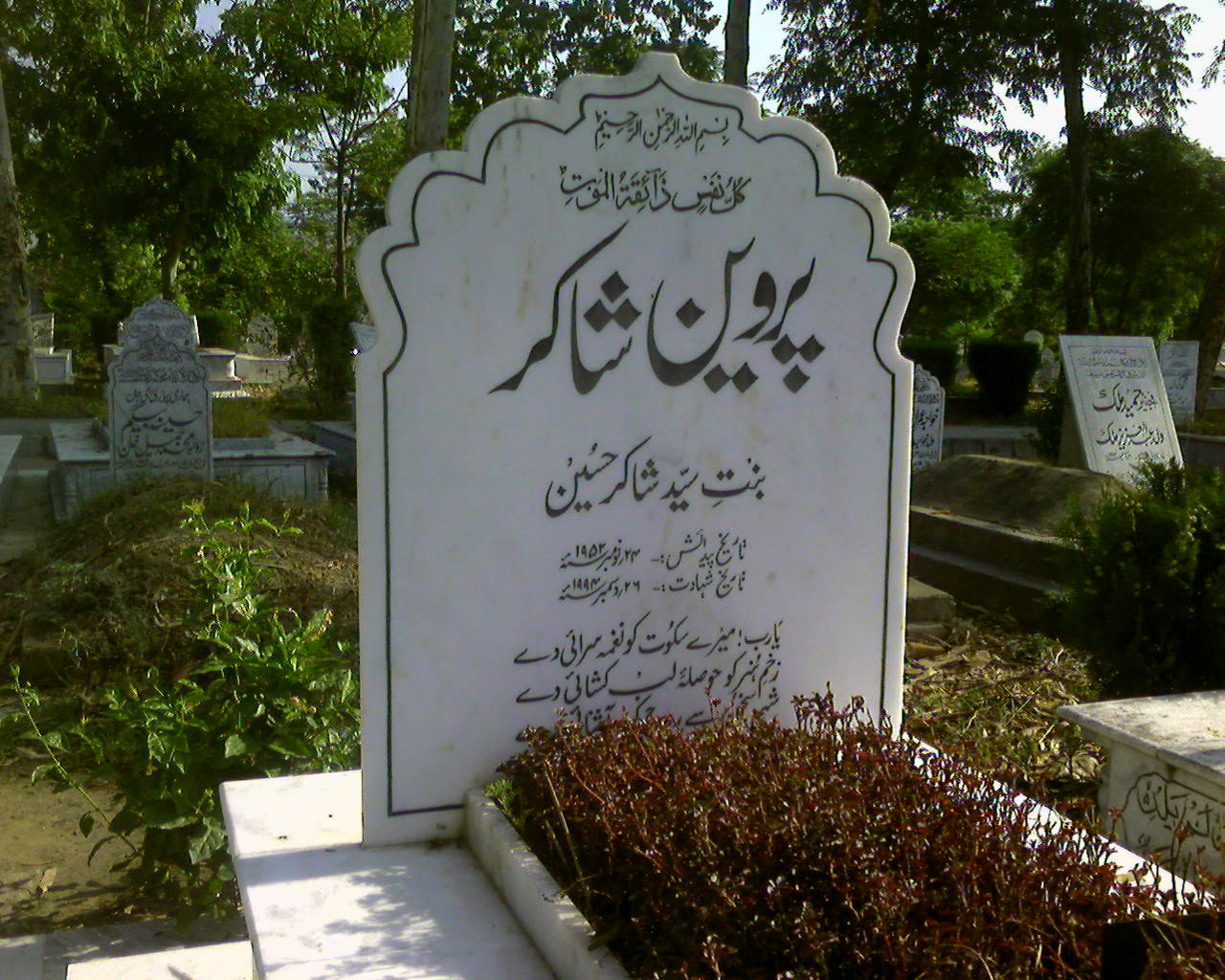

برفين شاكر (بالإنجليزية: Parveen Shakir)‏ (24 نوفمبر 1952، كراتشي في باكستان - 26 ديسمبر 1994، إسلام آباد في باكستان)؛ كاتِبة وشاعرة باكستانية. درست في كلية كينيدي بجامعة هارفارد.

## روابط خارجية
- برفين شاكر على موقع IMDb (الإنجليزية)